# Tatjana Paller
Tatjana Paller (Starnberg, 7 de septiembre de 1995) es una deportista alemana que compite en esquí de montaña y ciclismo en pista. Ganó una medalla de bronce en el Campeonato Mundial de Esquí de Montaña de 2025, en la prueba de velocidad.

## Palmarés internacional
| Campeonato Mundial | Campeonato Mundial | Campeonato Mundial | Campeonato Mundial |
| Año                | Lugar              | Medalla            | Prueba             |
| ------------------ | ------------------ | ------------------ | ------------------ |
| 2025               | Morgins (Suiza)    | Medalla de bronce  | Velocidad          |